# 枚春賞
枚春賞（越南语：／；1860年—1887年6月7日），早年名范文超，又作范春賞，越南勤王運動中湧現的一位愛國將領。

## 生平
枚春賞是平定省安仁府綏遠縣富豐總富樂村（今屬平定省西山縣）人，嗣德十三年（1860年）出生，父親是高平省布政使枚春信。他從小聰敏好學，跟隨村裏的秀才黎惟恭學習儒學。嗣德三十一年（1878年），他參加鄉試，考中秀才。咸宜元年（1885年），他參加平定場鄉試，考中舉人。當時恰逢勤王運動爆發，枚春賞回到家鄉富樂村，招募義士，起兵響應。
同年九月，平定義軍領袖陶允迪去世，枚春賞接替成為義軍領袖，率領義軍輾轉各地，與阮紳等服從殖民統治的官軍作戰。1887年3月，枚春賞在戰鬥中身受重傷，此後遭到陳伯祿率軍圍剿，最終被捕，並於6月7日處決。
枚春賞被殺後，順化朝廷追究他的罪行，判處他的兩個親兄弟枚春磬、枚春光以及4個跟隨起事的堂兄弟處斬，兩位年邁的伯父和13個堂兄弟流放他國，由法國船隻帶離越南。經都察院御史陳劉慧奏請，免除枚春賞伯父和13個堂兄弟流放的處罰，改為勒令在家，由富樂村里長負責監管。